# 卡萨兰圭达
卡萨兰圭达是意大利阿布鲁佐大区基耶蒂省的一个镇。